# Wojciech Marczewski
Wojciech Szczęsny Marczewski est un réalisateur et scénariste polonais né le 28 février 1944 à Łódź.

## Biographie
Wojciech Marczewski est l'auteur de nombreux films récompensés dans des festivals en Pologne et à l'étranger. Membre de l'ensemble filmique TOR, son œuvre s'inscrit dans le courant du cinéma d'inquiétude morale. Son premier film Cauchemars (1979), adaptation du roman d'Emil Zegadłowicz, est salué par la critique et primé au festival de Berlin avec l'Ours d'argent et le Grand Prix au Festival du film polonais de Gdynia. De même, son film suivant, Frissons (1981), qui raconte la vie d'un adolescent dans les années cinquante au moment où la société polonaise commence à secouer le joug stalinien, remporte le Grand prix du jury et le prix FIPRESCI à la Berlinale 1982. Cependant, il faut attendre l’enclenchement des grèves de Solidarność en septembre 1980 pour que le scénario de ce film soit accepté. Présenté au festival de Gdynia en été 1981, le film est acheté par un distributeur berlinois. La veille du coup d’état de Wojciech Jaruzelski du 13 décembre 1981, il est retiré des salles et sa diffusion est interdit en Pologne. Marczewski s'exile. Il enseigne la mise en scène en Allemagne, au Danemark, en Suisse et aux Pays-Bas. Il est doyen du département de mise en scène de la National Film and Television School à Londres.
Depuis 1998, il est chargé de cours au Département de mise en scène de l'École nationale de cinéma de Łódź. Son premier film après le retour au pays est L'Évasion du cinéma "Liberté" (1990), adaptation du roman de Paweł Huelle, qui s’interroge sur le rôle de la censure dans le système totalitaire. En 2001, Marczewski obtient le titre académique de professeur d'art cinématographique. Il est cofondateur et l'un des principaux conférenciers de l'Ecole de cinéma d'Andrzej Wajda, un établissement privé ouvert en 2002 à Varsovie, où il est également directeur du programme.
Dans les années 2008-2014, membre du conseil de l'Institut polonais du film, en 2011-2014, son président. Membre de l'Académie du cinéma polonais et de l'Académie européenne du cinéma.
Dans les années 2017-2020, il est président du Conseil du programme du FFP de Gdynia.

## Filmographie
- 1968 : Most nad torami
- 1968 : Lekcja anatomii
- 1969 : Podróżni jak inni (TV)
- 1970 : Pamięć
- 1973 : Odejścia, powroty (feuilleton TV)
- 1974 : Wielkanoc (TV)
- 1975 : Bielszy niż śnieg (TV)
- 1979 : Klucznik (TV)
- 1979 : Cauchemars (Zmory)
- 1981 : Frissons (Dreszcze)
- 1991 : L'Évasion du cinéma "Liberté" (Ucieczka z kina 'Wolność')
- 1997 : Czas zdrady (TV)
- 2001 : Weiser

### Récompenses
- Grand prix du Festival international du film fantastique d'Avoriaz 1992 pour L'Évasion du cinéma "Liberté"